# Berck
Berck-sur-Mer là một xã trong vùng Hauts-de-France, thuộc tỉnh Pas-de-Calais, quận Montreuil, tổng Berck. Tọa độ địa lý của xã là 50° 24' vĩ độ bắc, 01° 35' kinh độ đông. Berck-sur-Mer nằm trên độ cao trung bình là 9 mét trên mực nước biển, có điểm thấp nhất là 0 mét và điểm cao nhất là 30 mét. Xã có diện tích 14,88 km², dân số vào thời điểm 1999 là 14.378 người; mật độ dân số là 966 người/km².

## Thông tin nhân khẩu
| 1962  | 1968  | 1975  | 1982  | 1990  | 1999  |
| ----- | ----- | ----- | ----- | ----- | ----- |
| 12877 | 13690 | 14420 | 14060 | 14167 | 14378 |

## Các thành phố kết nghĩa
- Bad Honnef, Đức